# كلاسيك سود أرديتشي 2020
كلاسيك سود أرديتشي 2020 (بالفرنسية: Classic de l'Ardèche 2020)‏ هو سباق دراجات هوائية، وهو الموسم رقم 20 من السباق، وأقيم في 29 فبراير 2020، وامتدّ لمسافة 184. 4 كيلومتر، وهو أحد سباقات سلسلة سباقات الاتحاد الدولي للدراجات للمحترفين 2020، وهو من نوع سباق يوم واحد، وقد شارك في السباق 134 متسابقاً ووصل إلى نهايته 43 متسابقاً.
فاز فيه بالمركز الأول ريمي كافانيا، وبالمركز الثاني تانيل كانجيرت، وبالمركز الثالث ويليام مارتن.

## الفرق
| فرق عالمية (7)- AG2R La Mondiale - Cofidis - Deceuninck-Quick Step - EF Pro Cycling - Groupama-FDJ - NTT Pro Cycling - Trek-Segafredo فرق برو (12)- Arkéa-Samsic - فيتال كونسبت ‏ - بنجوال باوليز ساوكس دبليو بي ‏ - برجس بي إتش 2020 ‏ - كاجا رورال-سيغوروس 2020 ‏ - Circus-Wanty Gobert - أوسكالتيل أوسكادي ‏ - ديلكو ‏ - Rally Cycling - 2020 ريوال سيكوريتاس ‏ - Total Direct Énergie - ويلير تريستينا-سيل إيطاليا 2020 ‏ فريق قاري- إتش بي بي تي بي – أوبير 93 ‏ |  |
| |  |

## التصنيف العام النهائي
| التصنيف العام | التصنيف العام        | التصنيف العام    | التصنيف العام        | التصنيف العام     |  |
| العداء        | العداء               | البلد            | الفريق               | الوقت             |  |
| ------------- | -------------------- | ---------------- | -------------------- | ----------------- |  |
| 1             | ريمي كافانيا         | فرنسا            | دكونيك كويك ستب      | 5 س 13 دقيقة 10 ث |  |
| 2             | تانيل كانجيرت        | إستونيا          | EF Pro Cycling       | + 2 دقيقة 51 ث    |  |
| 3             | ويليام مارتن         | فرنسا            | كوفيديس              | + 2 دقيقة 55 ث    |  |
| 4             | وارن بارجويل         | فرنسا            | اركيا سامسيك         | + 3 دقيقة 24 ث    |  |
| 5             | نيكولاس ايديت        | فرنسا            | كوفيديس              | + 4 دقيقة 35 ث    |  |
| 6             | لورينزو روتا         | إيطاليا          | Bardiani CSF Faizanè | + 5 دقيقة 07 ث    |  |
| 7             | ميكيل فروليش أونوريه | الدنمارك         | دكونيك كويك ستب      | + 5 دقيقة 22 ث    |  |
| 8             | بن كينج              | الولايات المتحدة | NTT Pro Cycling      | + 5 دقيقة 36 ث    |  |
| 9             | Nans Peters ‏         | فرنسا            | AG2R La Mondiale     | + 5 دقيقة 38 ث    |  |
| 10            | Andrea Bagioli ‏      | إيطاليا          | دكونيك كويك ستب      | + 5 دقيقة 43 ث    |  |

## وصلات خارجية
- الموقع الرسمي
- كلاسيك سود أرديتشي 2020 على موقع إحصائيات الدراجات الإحترافية (الإنجليزية)